# The Fast and the Furious: Tokyo Drift
The Fast and the Furious: Tokyo Drift ist ein US-amerikanischer Actionfilm von Justin Lin aus dem Jahr 2006. Er spielt in der Renn- und Tuningszene Japans und handelt von dem High-School-Schüler Sean Boswell, der zu seinem Vater nach Tokio geschickt wird. Er ist der dritte Teil der Fast-&-Furious-Reihe, spielt aber zeitlich nicht direkt nach den Ereignissen des zweiten Teils, sondern erst kurz nach Fast & Furious 6 und vor Fast & Furious 7.

## Handlung
Sean Boswell ist ein Außenseiter, der versucht, sich bei illegalen Autorennen einen Namen zu machen. Durch die Rennen kann er zwar seinem eher unglücklichen Alltag für kurze Zeit entfliehen, allerdings hatte er deswegen bereits des Öfteren Probleme mit der Polizei und riskiert bei einem weiteren Verstoß eine Haftstrafe. Um das zu vermeiden, schickt Seans Mutter ihn zu seinem Vater, einem in Tokio stationierten Offizier der U.S. Navy. Schon nach dem ersten Schultag findet er in einem nur „Twinkie“ genannten Landsmann einen Gleichgesinnten und kommt über diesen mit der lokalen Tunerszene in Kontakt, die auch illegale Rennen veranstaltet. Allerdings sind diese Rennen keine Drag-Races, wie man sie aus den Vereinigten Staaten kennt, sondern Drift-Rennen in engen Parkhäusern oder im dichten Straßenverkehr Tokios.
Schon in seinem ersten Rennen tritt er aufgrund einer kleinen Streitigkeit gegen Takashi an, der den Titel „Drift King“ trägt und dessen Onkel Kamata ein führendes Mitglied der Yakuza ist. Han, ein Akteur der Tuningszene und Geschäftspartner Takashis, leiht Sean sein Auto für ein Rennen, nachdem Sean allerdings im Driften noch vollkommen unerfahren ist, beschädigt er Hans Nissan Silvia bei seinem ersten Rennen schwer und ist dadurch bei Han verschuldet. Han glaubt jedoch an Seans fahrerisches Talent, schenkt ihm eines seiner Autos, einen Mitsubishi Lancer Evolution VIII und lässt ihn damit trainieren. Der Lehrling findet Gefallen am Driften – und an Neela, einer Klassenkameradin, der er auch oft am Streckenrand begegnet. Takashi reagiert allerdings verärgert auf Seans Kontakt zu seiner Freundin und verprügelt ihn deswegen, woraufhin Neela die Beziehung mit Takashi beendet und sich zunehmend mit Sean anfreundet.
Als Kamata Han des Diebstahls bezichtigt, ersinnt Takashi den Plan, Han umzubringen, und es kommt zu einer Konfrontation in Hans Werkstatt, in der Takashi Han mit einer Schusswaffe bedroht. Han, Sean und Neela können zwar fliehen, auf der Flucht wird Hans Wagen jedoch von einem anderen Auto gerammt, überschlägt sich und explodiert. Han stirbt offenbar in den Flammen. Sean ist voller Wut über den Tod seines Freundes und dadurch entschlossener denn je, seinen Konflikt mit „Drift King“ Takashi endgültig beizulegen, er gibt Kamata das Geld zurück, das Han gestohlen hat und schlägt diesem vor, den Konflikt mit Takashi friedlich durch ein Rennen zu lösen, dessen Verlierer Tokio verlassen muss. Nachdem Sean jedoch kein Fahrzeug mehr besitzt, sucht er Hans Garage auf, die in der Zwischenzeit allerdings von der örtlichen Polizei ausgeräumt wurde. In einem Nebenraum findet er den Nissan Silvia, den er in seinem ersten Driftrennen beschädigt hat, und er baut dessen intakten Motor zusammen mit Twinkie und einigen Freunden in einen alten Ford Mustang ein, den Seans Vater vor Jahren auf seiner Militärbasis gefunden hat. Sean gewinnt schließlich das Rennen und wird somit zum neuen „Drift King“, der unterlegene Takashi muss die Stadt verlassen, und schließlich werden auch Neela und Sean ein Paar.
In der Abschlussszene hat der aus dem ersten Teil der Serie bekannte Dominic „Dom“ Toretto noch einen Cameoauftritt, der ebenfalls mit Han befreundet war und Sean zu einem Rennen herausfordert.

## Verwendete Autos
- Dodge Viper SRT10 (im Anfangsrennen gefahren von Clay)
- 1970er Chevrolet Monte Carlo (im Anfangsrennen gefahren von Sean)
- Mazda RX-7 (FD3S) (gefahren von Han, allerdings durch Veilside-Bodykit nicht sofort als dieser erkennbar)
- VW Touran (gefahren von Twinkie)
- Nissan Silvia S15 mit einem RB26DETT Motor
- Nissan 350Z (es gibt mehrere 350Zs (DKs ebenfalls mit Veilside-Bodykit))
- Mitsubishi Lancer Evolution IX (ist Seans zweites Auto, welches er, nach Hans Crash, am Straßenrand in Tokio stehen lässt)
- Mazda RX-8 (Neela kommt ins Parkhaus)
- Ford Mustang Shelby GT II mit dem Nissan RB26DET Motor aus dem S15 ((umgebaut auf Single-Turbo) wird im Endrennen von Sean gefahren)
- Mercedes-Benz W 140 (mit dieser Limousine wird Onkel Kamata chauffiert)
- Nissan 240SX
- Nissan Skyline (R33)
- Plymouth Road Runner (gefahren von Dom am Ende des Films)
- Mazda RX-8 (immer wieder im Hintergrund zu sehen)

## Soundtrack
1. Tokyo Drift (Fast & Furious) – Teriyaki Boyz
2. Six Days – DJ Shadow
3. The Barracuda – The 5.6.7.8’s
4. Restless – Evil Nine
5. Round Round – Far East Movement feat. Daft Punk
6. She wants to Move – N.E.R.D
7. Cho Large – Teriyaki Boyz
8. Resound – Dragon Ash
9. Speed – Atari Teenage Riot
10. Bandoleros – Don Omar
11. Conteo – Don Omar
12. Mustang Nismo – Brian Tyler
13. My Life be Like – GRITS
14. Hey Mami – Fanny Pack
15. You’ll be under my Wheels – The Prodigy
16. There it go – Juelz Santana

## Synchronisation
Die deutsche Synchronisation entstand nach einem Dialogbuch von Sven Hasper unter Dialogregie von Oliver Rohrbeck im Auftrag der Berliner Synchron GmbH Wenzel Lüdecke, er selbst übernahm auch eine kleine Sprechrolle.
| Rollenname            | Darsteller       | Deutsche Synchronstimme |
| --------------------- | ---------------- | ----------------------- |
| Sean Boswell          | Lucas Black      | Kim Hasper              |
| Han Lue               | Sung Kang        | Gerrit Schmidt-Foß      |
| Twinkie               | Bow Wow          | Ozan Ünal               |
| Neela                 | Nathalie Kelley  | Marie Bierstedt         |
| Takashi Kamata        | Brian Tee        | Julien Haggège          |
| Mr. Kamata            | Sonny Chiba      | Ryosuke Saito           |
| Morimoto              | Leonardo Nam     | Sebastian Schulz        |
| Mr. Boswell           | Brian Goodman    | Klaus-Dieter Klebsch    |
| Clay                  | Zachery Ty Bryan | Tobias Müller           |
| Earl Hu               | Jason Tobin      | David Turba             |
| Reiko                 | Keiko Kitagawa   | Mariam Kurth            |
| Cindy                 | Nikki Griffin    | Magdalena Turba         |
| Dominic „Dom“ Toretto | Vin Diesel       | Martin Keßler           |

## Rezeption
Lexikon des internationalen Films: Auch in der zweiten Fortsetzung des gleichnamigen Erfolgsfilms dreht sich alles um Autos und Frauen, wobei die japanische Jugendszene nur als exotische Kulisse fungiert. Das lärmende Pop-Märchen wartet pausenlos mit visuellen Sensationen auf und rettet sich doch nur mühsam über die Zeit.
Der Film spielte in den Kinos weltweit rund 158 Millionen US-Dollar ein, davon 63 Millionen US-Dollar in Nordamerika.

## Hintergrund
- Vin Diesel hat als Dominic Toretto einen Cameoauftritt zum Ende des Films.
- Einige Szenen wurden im Januar 2006 in Los Angeles gedreht, wo eine Straße im japanischen Stil hergerichtet wurde.
- Während Sean am Hafen das Driften übt, sieht man den echten „Drift King“ (Keiichi Tsuchiya), wie er die Fahrleistungen von Sean kommentiert.
- Han sagt dem Drift King, dass er ihm seinen „Hachi-Roku“ (8-6) abnehmen wird. Gemeint ist damit ein 1986er Toyota Corolla AE86, eines der bekanntesten Autos in der Driftszene Japans. Das ist ein Querverweis zur Manga- und Animeserie Initial D. Besagtes Auto ist dort der Wagen des Protagonisten.
- Über 100 Autos wurden während der Dreharbeiten demoliert.
- Sung Kang spielt in Justin Lins Ganovendrama Better Luck Tomorrow ebenfalls einen Charakter namens Han, der starke Parallelen zu dem in Tokyo Drift aufweist.
- Hans Drang zum ständigen Essen von Chips ist wahrscheinlich ein Ausgleich einer früheren Rauchsucht. Gisele stellt das in Fast & Furious Five als Grund in den Raum und Hans ausbleibender Widerspruch sowie sein Gesichtsausdruck bekräftigen diese Aussage.
- In einer Szene sieht man das Fußballfeld auf dem Dach vom Bahnhof Shibuya.
- Der Dienstgrad von Seans Vater wird im Abspann gleich doppelt falsch angegeben, denn Brian Goodman wird als „Major Boswell“ angeführt. Der Dienstgrad Major existiert in der U.S. Navy allerdings nicht, sondern der entsprechende Navy-Dienstgrad lautet Lieutenant Commander. Weiters trägt Goodman in einer Szene eine Offiziersuniform, allerdings mit den Schulterabzeichen eines Lieutenant der U.S. Navy, und dieser Dienstgrad entspricht dem Hauptmann bei Land- und Luftstreitkräften beziehungsweise dem Kapitänleutnant in z. B. der Deutschen Marine.

## Fortsetzungen
Der Film war 2006 als eine Art Spin Off anzusehen und es war keine Verbindung zu den bisherigen Filmen ersichtlich. Die Nachfolger Fast & Furious – Neues Modell. Originalteile., Fast & Furious Five, sowie Fast & Furious 6 deuteten zwar darauf hin, aber erst Fast & Furious 7 knüpfte unmittelbar an The Fast and the Furious: Tokyo Drift an. Han, der in Tokyo Drift scheinbar stirbt, ist bis zum Ende von Teil 6 noch am Leben. Nach dem Abspann folgt lediglich ein Teaser auf Furious 7. Zeitlich spielt Tokyo Drift also zwischen Teil 6 und 7, wobei es zu zeitlichen Überschneidungen mit Teil 7 kommt, die die Hintergründe von Hans scheinbaren Tod aufklären. In Fast & Furious 9 schließt sich der entgegen aller Erwartungen doch noch lebende Han den Protagonisten an, sein Tod in Tokio war nur vorgetäuscht.